# Бенедек, Хоана
Роксана Хоана Бенедек Годенау (псевдоним — Хоана Бенедек) (исп. Roxana Joana Benedek Godeanu) (21 января 1972, Бухарест, Румыния) — венесуэльская и мексиканская актриса телесериалов, телеведущая, фотомодель и участница реалити-шоу румынского происхождения. Рост актрисы — 175 см.

## Биография
Родилась 21 января 1972 года в Бухаресте, в некоторых других источниках указано, что она родилась на год раньше — в 1971 году. Через несколько лет после рождения вместе с родителями переехала в Венесуэлу, где начала своё творчество в качестве фотомодели и начинающей актрисы телесериалов, и была зачислена в киностудию Venevision. В 1989 году она дебютировала в телесериале Мятежный Рубин, и в том же году переехала в Мексику, где она засветилась в рестлинге, затем комментаторы дали ей прозвище «Принцесса Ринга». В 1990 году, продюсер белорусского происхождения Валентин Пимштейн предложил ей крохотную роль Анхелы Солер в культовом телесериале Просто Мария, после исполнения которой она вновь вернулась в Венесуэлу, сыграла там ещё в 4-х телесериалах и в 1998 году переехала в Мексику окончательно.

## Фильмография

### Венесуэла

#### Телесериалы студииVenevision
- 1989 — Мятежный рубин — Сорайда.
- 1992 — Кожа — Сандра.
- 1993 — Сирена — Дивина Хоана.
- 1994 — Ничей крест — Сунара.
- 1996 — Грешная любовь — Росалия Аламо.

### Мексика

#### Телесериалы студииTelevisa
- 1989-90 — Просто Мария — Анхела Солер.
- 1998 — Анхела — Каталина Лизгуррага Миранда.
- 1999-2000 — Обманутые женщины — Хоана Сиерра.
- 2001 — Подруги и соперницы — Роксана.
- 2003 — Немного блошек — Рене Ластра.
- 2005 — Преграда на пути любви — Леонела.
- 2006-07 — Самая прекрасная дурнушка — Кристина.
- 2007 — Чистая любовь — Памела Торребланка.
- 2009-10 — Пока деньги не разлучат нас — Мариан Селесте.
- 2011-12 — Два очага — Йоланда Ривапаласио.

## Телевидение
- 2002-12 — Дон Франсиско представляет — гостья шоу (выпуск от 2004 года).
- 2004 — Большой брат — участница.
- 2006 — TVyNovelas — ведущая церемонии.

## Театральные работы
- 2007 — Химера крылья, огненные

## Награды и премии

### TVyNovelas
| Год  | Категория                 | Телесериал          | Результат |
| ---- | ------------------------- | ------------------- | --------- |
| 2002 | Лучшая отрицательная роль | Подруги и соперники | Проигрыш  |